# فرهاد دلق‌پوش
فرهاد دلق‌پوش (زادهٔ ۱۳۴۷ در آستارا) نمایندهٔ حوزهٔ انتخابیهٔ آستارا در دورهٔ هشتم مجلس شورای اسلامی بوده‌است.

## دوران کودکی و نوجوانی و جوانی
تحصیلات ابتدایی را در شهرستان آستارا دبستان ظهیرنیا به اتمام رساند. دوره راهنمایی در شهرستان آستارا مدرسه شهید نواب صفوی و دوران دبیرستان را در دبیرستان حکیم نظامی در رشته علوم تجربی تحصیل کرد. در سال هزار و سیصد و شصت و پنج دیپلم گرفت. در دانشگاه در رشته مهندسی کشاورزی و همچنین رشته گیاه پزشکی پذیرفته شد. همزمان در تربیت معلم نیز قبول شد. به گفته خودش به دلایلی ترجیح داد که چون شهرستان آستارا تنها یک نفر سهمیه داشت، دو سال در مرکز تربیت معلم قم تحصیل کند.
پس از اتمام دوره ابتدا به عنوان مربی پرورشی وارد مدارس آستارا و لوندویل مشغول خدمت شد.

### ریاست اداره فرهنگ و ارشاد اسلامی
سال ۱۳۷۴ به عنوان رئیس اداره فرهنگ و ارشاد اسلامی شهرستان آستارا منصوب شد و مدت هشت سال و نیم در این سمت باقی ماند.
همزمان بعد از اتمام تحصیلات در مقطع لیسانس در دانشگاه پیام نور، در مقطع کارشناسی ارشد در رشته تعلیم و تربیت اسلامی ادامه تحصیل داد.

## سوابق تحصیلی
- اخذ دیپلم تجربی از دبیرستان حکیم نظامی آستارا
- اخذ مدرک فوق دیپلم امور تربیتی از تربیت معلم مدنی قم
- اخذ مدرک لیسانس مدیریت و برنامه‌ریزی آموزش از دانشگاه پیام نور اردبیل
- اخذ مدرک کارشناسی ارشد رشته علوم تربیتی در دانشگاه آزاد اسلامی واحد تهران مرکزی
- پذیرش در مقطع دکترای رشته فلسفه تعلیم و تربیت در دانشگاه علوم و تحقیقات تهران

## تاریخچه انتخاباتی
| سال  | انتخابات  | میزان رأی | ٪         | رتبه      | نتیجه     |
| ---- | --------- | --------- | --------- | --------- | --------- |
| ۱۳۸۲ | مجلس هفتم | ؟         | ؟         | ؟         | شکست      |
| ۱۳۸۶ | مجلس هشتم | ۱۸٬۲۶۹    | ۴۲٫۰۹     | اول       | پیروزی    |
| ۱۳۹۰ | مجلس نهم  | رد صلاحیت | رد صلاحیت | رد صلاحیت | رد صلاحیت |
| ۱۳۹۴ | مجلس دهم  | رد صلاحیت | رد صلاحیت | رد صلاحیت | رد صلاحیت |

## سوابق کاری

### وزارت آموزش و پرورش
- مسئول امور تربیتی و واحدهای مختلف در آموزش و پرورش شهرستان آستارا
- دبیر آموزش و پرورش شهرستان آستارا و مدرس مدارس راهنمایی و دبیرستان
- مربی و دبیر آموزش و پرورش مدارس لوندویل

### وزارت فرهنگ و ارشاد اسلامی
- رئیس اداره فرهنگ و ارشاد اسلامی شهرستان آستارا
- رئیس اداره فرهنگ و ارشاد اسلامی شهرستان صومعه سرا
- معاون اداری و مالی اداره کل فرهنگ و ارشاد اسلامی استان گیلان
- معاون فرهنگی اداره کل فرهنگ و ارشاد اسلامی استان گیلان
- رئیس شورای پژوهشی اداره کل فرهنگ و ارشاد اسلامی استان گیلان
- دبیر شورای فرهنگی عمومی استان گیلان

### مجلس شورای اسلامی

#### نامزدی انتخابات دوره هفتم از حوزه انتخابیه شهرستان آستارا
فرهاد دلق‌پوش اول بار در ۳۵ سالگی برای انتخابات مجلس شورای اسلامی (۱۳۸۲–۱۳۸۳) از حوزه انتخابیه شهرستان آستارا نامزد شد ولی در انتخابات رأی لازم را به دست نیاورد.

#### نماینده دوره هشتم مجلس شورای اسلامی از حوزه انتخابیه شهرستان آستارا
- عضو هیئت رئیسه و دبیر کمیسیون اقتصادی مجلس شورای اسلامی[۳][۴][۵][۶][۷]
- رئیس کمیته تجاری مناطق آزاد و گمرکات کمیسیون اقتصادی مجلس شورای اسلامی[۸][۹]
- نماینده مجلس شورای اسلامی در سازمان حمایت از حقوق تولیدکنندگان و مصرف‌کنندگان[۱۰]
- ناظر و نماینده مجلس شورای اسلامی در صندوق ضمانت صادرات کشور[۱۱]
- نماینده مجلس شورای اسلامی در حوزه بازرگانی و تجارت کشور
- عضو کمیسیون تلفیق مجلس شورای اسلامی[۱۲]
- نایب رئیس گروه دوستی پارلمان جمهوری اسلامی ایران – جمهوری آذربایجان و جمهوری گرجستان[۱۳]
- عضو هیئت رئیسه فراکسیون دانشگاهیان مجلس شورای اسلامی
- عضو هیئت رئیسه فراکسیون شهرهای مرزی مجلس شورای اسلامی
- عضو هیئت رئیسه فراکسیون بنادر و دریانوردی مجلس شورای اسلامی[۱۴]
- عضو هیئت رئیسه فراکسیون فرهنگیان مجلس شورای اسلامی
- عضو هیئت رئیسه فراکسیون نخبگان مجلس شورای اسلامی
- نایب رئیس هیئت تحقیق و تفحص مجلس شورای اسلامی از بانک‌های کشور
- نایب رئیس هیئت تحقیق و تفحص مجلس شورای اسلامی از مناطق آزاد و ویژه اقتصادی
- نماینده اعزامی از سوی مجلس شورای اسلامی به همراه وزیر بازرگانی برای تقدیم درخواست عضویت جمهوری اسلامی ایران در سازمان تجارت جهانی
- رئیس مجمع نمایندگان استان گیلان[۱۵]

##### ماموریت‌ها از طرف مجلس شورای اسلامی در داخل و خارج کشور
- اجلاس سالانه سازمان تجارت جهانی (ژئو – سوئیس)
- اجلاس سالانه بانک توسعه اسلامی (جده – عربستان)
- توسعه روابط پارلمانی ایران و جمهوری آذربایجان (باکو – جمهوری آذربایجان)
- توسعه روابط پارلمانی و تجاری ایران و جمهوری گرجستان (تفلیس – گرجستان)
- توسعه روابط پارلمانی و اقتصادی جمهوری اسلامی ایران و جمهوری ترکیه (استانبول – ترکیه)
- توسعه روابط پارلمانی و اقتصادی جمهوری اسلامی ایران و کشور روسیه (مسکو – ولگاگرد – روسیه)
- توسعه روابط پارلمانی جمهوری اسلامی ایران و اتحادیه اروپا

##### نطق مجلس
- فرهاد دلق پوش در بخشی از نطق ۲۲ آبان ۱۳۸۷ به زمین خواری گردنه حیران اشاره کرد و خواستار برخورد قانونی با متخلفان شد.[۱۶]
- فرهاد دلق پوش در نطق ۱۹ اسفند ۱۳۸۸ به شگردهای زمین خواران در خصوص تصرف غیرمجاز اراضی و منابع طبیعی پرداخت.[۱۷]

##### طرح سؤال از رئیس‌جمهور
فرهاد دلق‌پوش در سؤال نمایندگان مجلس از محمود احمدی‌نژاد یکی از ۸۶ نماینده امضاءکننده طرح بود.

#### نامزدی انتخابات دوره نهم مجلس شورای اسلامی از حوزه انتخابیه شهرستان آستارا
فرهاد دلق‌پوش برای دوره نهم مجلس شورای اسلامی نیز نامزد انتخابات شد؛ ولی از سوی هیئت اجرایی وزارت کشور پیش از آن که به مرحله تأیید صلاحیت توسط شورای نگهبان برسد، رد صلاحیت شد.
وی پس از انتخابات دوره نهم مجلس شورای اسلامی نیز طی نطقی در مجلس به تخلفات صورت گرفته در انتخابات اعتراض کرد.

### بعد از نمایندگی دوره هشتم مجلس شورای اسلامی
- عضو هیئت مدیره شرکت پایانه‌های نفتی ایران
- عضو هیئت مدیره منطقه ویژه اقتصادی صنایع معدنی و فلزی خلیج فارس
- عضو هیئت مدیره و معاون برنامه‌ریزی شرکت مادر تخصصی بازرگانی دولتی ایران[۲۱]
- جانشین معاون وزیر صنعت، معدن و تجارت[۲۲][۲۳]

### نامزدی برای انتخابات دوره دهم مجلس شورای اسلامی
فرهاد دلق‌پوش در تاریخ ۲۷ خرداد ۱۳۹۴ از تمامی سمت‌هایش استعفا داد و پس از آن رسما برای نامزدی انتخابات دوره دهم مجلس شورای اسلامی اعلام آمادگی نمود. وی در تاریخ ۲۸ آذر ۱۳۹۴ با حضور در فرمانداری آستارا برای انتخابات دوره دهم مجلس شورای اسلامی ثبت نام کرد.